# Dialeurolonga tambourissae
Dialeurolonga tambourissae là một loài côn trùng cánh nửa trong họ Aleyrodidae, phân họ Aleyrodinae.
Dialeurolonga tambourissae được Takahashi miêu tả khoa học đầu tiên năm 1955.